# La Lomita, Tlalpujahua
La Lomita är en ort i Mexiko.   Den ligger i kommunen Tlalpujahua och delstaten Michoacán de Ocampo, i den sydöstra delen av landet, 120 km väster om huvudstaden Mexico City. La Lomita ligger 2 745 meter över havet och antalet invånare är 370.
Terrängen runt La Lomita är kuperad. Runt La Lomita är det ganska tätbefolkat, med 179 invånare per kvadratkilometer. Närmaste större samhälle är Tlalpujahua de Rayón, 2,0 km norr om La Lomita. Trakten runt La Lomita består till största delen av jordbruksmark.